# Hjarup (Denemarken)
Hjarup is een plaats in de Deense regio Zuid-Denemarken, gemeente Kolding, en telt 373 inwoners (2007).